# District de Tiruvarur
Ne doit pas être confondu avec District de Tiruvallur.
Le district de Tiruvarur (tamoul : திருவாரூர் மாவட்டம்) est un district de l'État du Tamil Nadu en Inde.
Son chef-lieu est la ville de Tiruvarur.

## Situation géographique
Le district est situé au centre du Tamil Nadu. Il est entouré au Nord par le District de Mayiladuthurai, à l'Est par le District de Nagapattinam et le Territoire de Pondichéry (District de Karikal), à l'Ouest par le District de Thanjavur et au Sud par le Détroit de Palk.

## Démographie
Au recensement de 2011 sa population était de 1 268 094 habitants pour une superficie de 2 379 km2.

Le taux de croissance de la population du District a été de 8,43 % durant la décennie 2001-2011, contre 15,60 % au Tamil Nadu et 17,64 % en Inde. Son sexe-ratio est en faveur des femmes : 1020 femmes pour 1000 hommes et le taux d'alphabétisation y est de 83,26 %.

## Liste des Taluk
Il est divisé en sept taluks :
- Kudavasal
- Mannargudi
- Nannilam
- Needamangalam
- Thiruthuraipoondi
- Tiruvarur
- Valangaiman